# نويشتات أن در فالدناب
نوياشتات آن در والدناب (بالألمانية: Neustadt an der Waldnaab) هي بلدة ألمانية تقع في ألمانيا في مقاطعة نويشتات أن در فالدناب [الإنجليزية]. يقدر عدد سكانها بـ 5,987 نسمة .